# Paweł Hański
Paweł Hański herbu Korczak – komornik ziemski lubelski w 1650 roku, poborca podatków województwa lubelskiego w 1649, 1651, 1654, 1658, 1660 roku.